# Riksämbetsmän
Riksämbetsmän kallades i Sverige från senare delen av 1500-talet vissa höga funktionärer, nämligen riksdrots, riksmarsk, riksamiral, rikskansler och riksskattmästare, vilka benämndes "de fem höga riksämbetsmännen" och hade rang i den ordning de uppräknats. 
De fem höga riksämbetsmännen omtalas som sådana i en förteckning på rikets råd från början av 1570-talet, men var i regel endast höga dignitärer, utan att ha några verkliga funktioner. Först från Gustav II Adolfs regering var ämbetena ständigt besatta med innehavare. Genom 1634 års regeringsform blev de fem höga riksämbetsmännen chefer för var sitt kollegium (Svea hovrätt, Krigskollegium, Amiralitetskollegium, Kanslikollegium och Kammarkollegium) samt under regentens omyndiga år riksförmyndare. 
Samma regeringsform omtalar också andra riksämbetsmän med en viss förvaltande verksamhet: riksmarskalken för hovet, riksstallmästaren för konungens stall och för stuteriväsendet i riket, riksjägmästaren för jakt- och skogsväsendet och rikstygmästaren, som var ledamot av Krigskollegium, för artilleriet; från 1676 räknades till dessa även generalkvartermästaren, som då gjordes oberoende av Krigskollegium och ställdes omedelbart under kungen, vilket fortfor till 1719. 
Alla riksämbetena, såväl de fem höga som de övriga, avskaffades av Karl XI. För en kort tid förnyades riksdrots- och rikskanslersvärdigheterna under Gustav III:s och Gustav IV Adolfs regeringar. Den förre kungen återupplivade också riksstallmästar- och riksmarskalksämbetena. Det senare är det enda som ännu finns kvar.